# Cloghy
Cloghy (Iers: Clochaigh) is een plaats in het Noord-Ierse County Down. Cloghy telt 753 inwoners. Van de bevolking is 74,6% protestant en 20,5% katholiek.